# Pamukcii, Șumen
Pamukcii (în bulgară Памукчии) este un sat în comuna Novi Pazar, regiunea Șumen,  Bulgaria. 

## Demografie
Componența etnică a satului Pamukcii
     Romi (5,42%)
     Turci (75,97%)
     Bulgari (17,61%)
     Nicio identificare (0,97%)
La recensământul din 2011, populația satului Pamukcii era de 1.124 locuitori. Din punct de vedere etnic, majoritatea locuitorilor (75,97%) erau turci, existând și minorități de bulgari (17,61%) și romi (5,42%). Pentru 0,97% din locuitori nu este cunoscută apartenența etnică.